# Скажи, что ты любишь
«Скажи, что ты любишь» — девятый студийный альбом российского певца Витаса, вышедший в 2009 году. В том же году Витас получил звание Народного артиста Китая, поскольку там он стал не менее популярным, чем у себя в России.

## История
Альбом вышел в 2009 году. Состоит из 13 песен и 1 бонусного видео «La Donna E Mobile». Композиции «Лист осенний», «Поцелуй длиною в вечность» и «Тополь» уже известны по предыдущим альбомам.

## Треклист
| Номер песни | Русское название                  | Английское название                | Музыка             | Текст               |
| ----------- | --------------------------------- | ---------------------------------- | ------------------ | ------------------- |
| 01          | Скажи, что ты любишь              | Say You Love                       | Витас              | Дмитрий Плачковский |
| 02          | Люби меня                         | Love Me!                           | Д. Раушкина        | Д. Раушкина         |
| 03          | Я тебя благодарю                  | I Thank You!                       | В. Евзеров         | Н. Денисов          |
| 04          | Старожилы любви                   | Old Residents Of Love              | Витас Рашит Киямов | С. Леонтьев         |
| 05          | Лист осенний (Remix)              | An Autumn Leaf (Remix)             | Витас              | Витас               |
| 06          | Навеки с тобой                    | Forever With You                   | Витас Рашит Киямов | С. Леонтьев         |
| 07          | Поцелуй длиною в вечность (Remix) | A Kiss As Long As Eternity (Remix) | Витас              | Витас               |
| 08          | Голуби-лебеди                     | Doves — Swans                      | Ф. Ильиных         | Ф. Ильиных          |
| 09          | Дамы и рыцари                     | Ladies And Knights                 | Витас              | Н. Денисов          |
| 10          | Я тебя никогда не любил           | I Have Never Loved You             | Витас              | Витас               |
| 11          | Кричи шёпотом                     | Cry In A Whisper                   | Витас              | М. Мальцева         |
| 12          | Неприступная                      | Inaccessible                       | Александр Груздев  | Александр Груздев   |
| 13          | Тополь                            | Poplar                             | Витас              | Дмитрий Плачковский |